# ガルワール王国

ガルワール王国
गढ़वाल राज्य
गढ़वाळ रजौड़ा

版図（1907年 - 1909年）

ガルワール王国（ガルワールおうこく、英語：Garhwal Kingdom、ヒンディー語：गढ़वाल राज्य）は、北インドのガルワール地方を支配したヒンドゥー王朝（9世紀 - 1947年）。首都はデーヴァルガル(1500年-1519年)、シュリーナガル(1519年-1804年)、テヘリー(1815年-1862年)、プラタープナガル(1862年-1890年)、キールティナガル(1890年-1925年)、ナレーンドラナガル(1925年-1948年)
1815年4月12日、イギリスと軍事保護条約を締結し藩王国となった。

## 歴史
9世紀、ラージプートのカナク・パールによりガルワール王国が建国された。
18世紀末、ネパール王国の摂政バハドゥル・シャハは武将ダモダル・パンデ、アマル・シンハ・タパに西方遠征を命じ、二四諸国を制圧したのち、ガルワールへと侵入した。ネパール軍はアクラナンダ川を越え、ガルワールの首都シュリーナガルにまで到達した。
1792年、清・ネパール戦争が勃発すると、ネパール王国は極西に進出していたアマル・シンハにガルワール王国と講和するように命じ、呼び戻させた。だが、ネパール王国は清は清と講和したのち、再び西方に進出し、1804年にアマル・シンハの軍勢がアルモーラー地方を越えて、ガルワールを制圧した。同年に王は戦闘で殺害され、1814年までネパール王国に領土が占領されていた。
1814年、イギリスとネパール王国との間にグルカ戦争が勃発すると、イギリスはガルワールにも兵を進めた。ガルワールにいたネパール軍はアマル・シンハとその息子ラナジョール・シンハ・タパの下で戦った。その一方でガルワール王国もイギリス側で参戦した。
1815年4月21日、ガルワール王国はイギリスと軍事保護条約を締結し、イギリス従属の藩王国となった。同年5月、アマル・シンハはイギリスと講和し、彼と息子の財産を保証する代わり、ガルワール地域の塞を英軍に明け渡すこととなった。
1947年8月15日、インド・パキスタン分離独立時、ガルワール藩王国はインドへと併合された。